# Нова Зеландія в Другій світовій війні
Нова Зеландія вступила в Другу Світову війну одночасно з Великою Британією — о 9.30 ранку 3 вересня 1939 року. Нова Зеландія надала персонал для повітряних сил та флоту Великої Британії, новозеландський уряд надав в розпорядження Британського Адміралтейства Королівський військово-морський флот Нової Зеландії, а Королівським ВПС передав 30 бомбардувальників «Vickers Wellington», що очікували у Великій Британії на відправлення до Нової Зеландії. Новозеландська армія сформувала 2-і Новозеландські експедиційні сили.
Загалом, близько 140 тисяч новозеландців доклало свій внесок у перемогу, перебуваючи в інших країнах, і близько 100 тисяч було озброєно для несення служби вдома як територіальне ополчення. На піку своєї військової активності в липні 1942 року в Новій Зеландії (без урахування територіального ополчення) на військовій службі було 154 549 чоловіків і жінок, а до кінця війни на службі перебувало 194 тисячі чоловіків і 10 тисяч жінок. Під час війни загинуло 11928 новозеландців (0,73 % від населення 1939 року).
2-і новозеландські експедиційні сили під командуванням Бернарда Фрейберга билися в Греції, на Криті, в Північній Африці, Італії та Югославії. Основною їхньою ударною силою була 2-га новозеландська дивізія, якою командував також Бернард Фрейберг.

## Сухопутні війська

### Битва за Грецію
Новозеландські експедиційні сили були відправлені до Єгипту трьома ешелонами, перший з яких прибув на місце в лютому 1940 року, проте другий, у зв'язку з нападом Німеччини на Францію і вступом у війну Італії, був перенаправлений до Великої Британії, куди прибув у червні 1940 року; в Єгипет до решти дивізії він прибув лише навесні 1941 року (третій ешелон досяг Єгипту у вересні 1940 року). У зв'язку з тим, що Греції, що вигравала італо-грецьку війну, загрожувало вторгнення Німеччини, новозеландські частини були перекинуті з Єгипту до Греції, де поряд з іншими військами Співдружності поступили під командування генерала Вільсона. Коли 9 квітня 1941 грецька армія капітулювала, 40-тисячний контингент військ Співдружності почав евакуацію з Греції на Крит і в Єгипет; останні новозеландці залишили Грецію 29 квітня. У ході короткої грецької кампанії новозеландські війська втратили 291 чоловіка убитими, 1826 полоненими і 387 серйозно пораненими.

### Крит

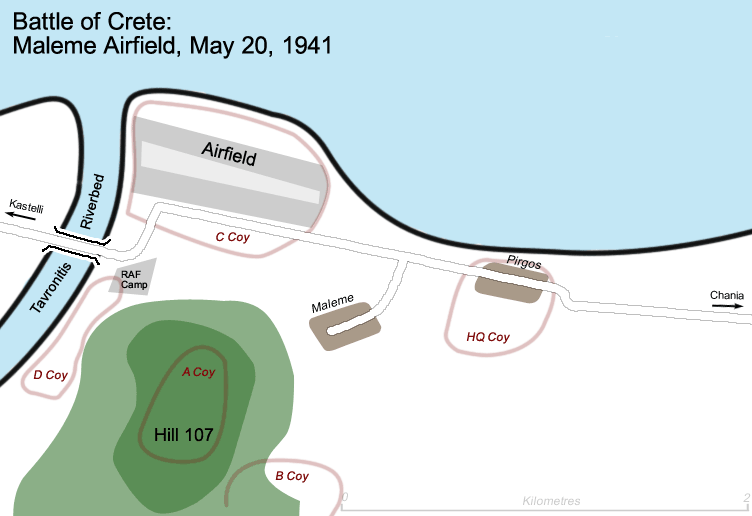
Битва за аеропорт Малеме

Основна частина 2-ї новозеландської дивізії (дві бригади з трьох) була евакуйована з Греції на острів Крит, який Союзники мали намір утримувати, спираючись на британське панування на морі, незважаючи на капітуляцію материкової Греції. З прибуттям новозеландців число солдатів Співдружності на Криті зросло до 34 тисяч (з яких 25 тисяч становили евакуйовані з Греції), крім того на острові було 9000 грецьких солдатів. З 30 квітня генерал Фрейберг вступив у командування всіма союзними силами на Криті. Отримавши від розвідки інформацію про підготовку німецького вторгнення, Фрейберг взявся планувати оборону острова в умовах, коли війська були озброєні практично лише однією стрілецькою зброєю (майже все важке озброєння залишилося в Греції).
Основна частина новозеландських солдатів була розміщена в північно-західній частині острова. Коли 20 травня 1941 німецькі війська почали операцію «Меркурій», то новозеландський 22 батальйон, який перебував в районі аеродрому Малеме піддався удару парашутистів одним з перших. Новозеландці зуміли втриматися, а о 5 годині ранку 21 травня навіть спробували організувати контратаку, використовуючи два наявних танка «Матильда», але атака не вдалася, і до полудня 21 травня новозеландцям довелося залишити аеродром, на який тут же почали сідати «Юнкерси» (Junkers Ju 52) з німецькими підкріпленнями. Новозеландські частини відступили на схід, і були евакуйовані з Криту в Єгипет разом з іншими військами Союзників.

### Північна Африка
Окремі новозеландські підрозділи транспорту та зв'язку брали участь у британській операції «Компас» у грудні 1940 року, однак повноцінну участь у війні в Північній Африці новозеландська 2-а дивізія стала брати лише з листопада 1941 року.
Після евакуації з Криту новозеландські війська розмістилися в Мааді, де дочекалися підкріплень з батьківщини, які відновили їх бойову міць, і завершили тренування, що були перервані бойовими діями в Греції. 18 листопада 1941 почалася операція «Крусейдер», в якій новозеландська дивізія взяла участь у складі британської 8-ї армії. Новозеландці були серед тих, хто зняв облогу Тобрука. Після завершення «Крусейдера» в лютому 1942 року новозеландський уряд наполіг, щоб новозеландська 2-а дивізія була відведена в Сирію для відпочинку і поповнення (втрати новозеландців в «Крусейдері» склали 879 убитими і 1700 пораненими — найбільші втрати дивізії за всю Другу світову війну).
Окупаційна служба в Сирії завершилася 14 червня 1942, коли Роммель прорвав позиції Союзників і кинувся на схід. Спішно перекинуті на фронт новозеландці потрапили в оточення, але зуміли без втрат пробитися до своїх, і взяли участь в обороні Ель-Аламейна, завдавши вирішального флангового удару, що зупинив німецько-італійський наступ.
У листопаді 1942 року під час наступу під Ель-Аламейном новозеландці брали участь як в відволікаючій операції «Лайтфут», так і в основній операції «Суперчадж». Далі новозеландці в складі британської 8-ї армії переслідували німецько-італійські частини аж до Тунісу, та взяли участь в Туніської кампанії. Після капітуляції нацистських військ в Африці 13 травня 1943 новозеландська дивізія була повернута до Єгипту, і з 1 червня знову перебувала в Мааді та Хелуані, в готовності до використання на Європейському театрі військових дій. До цього часу загальні втрати новозеландців (з листопада 1941) склали 2989 убитими, 7000 пораненими і 4041 полоненими.

### Італія
У жовтні-листопаді 1943 року новозеландські частини зосередилися в італійському місті Барі і, форсувавши річку Сангро, кинулися до «лінії Густав». 2 грудня їм вдалося взяти Кастель-Френтано, але потім вони були зупинені під Орсоньєю, і лінія фронту стабілізувалася. Навесні 1944 новозеландські частини були перекинуті зі східного узбережжя Італії на західне, і взяли участь у битві при Монте-Кассіно. 16 липня вони взяли Ареццо, 4 серпня досягли Флоренції, до кінця жовтня дійшли до річки Савьо, 14 грудня взяли Фаенцу. 8 квітня 1945, форсувавши річку Сеньо, новозеландські частини почали фінальний наступ, і в День АНЗАК вийшли до річки По. 28 квітня була взята Падуя, 1 травня новозеландці перетнули річку Ізонцо, і 2 травня, в день капітуляції німецьких військ в Італії, досягли Трієста.

### Тихий океан

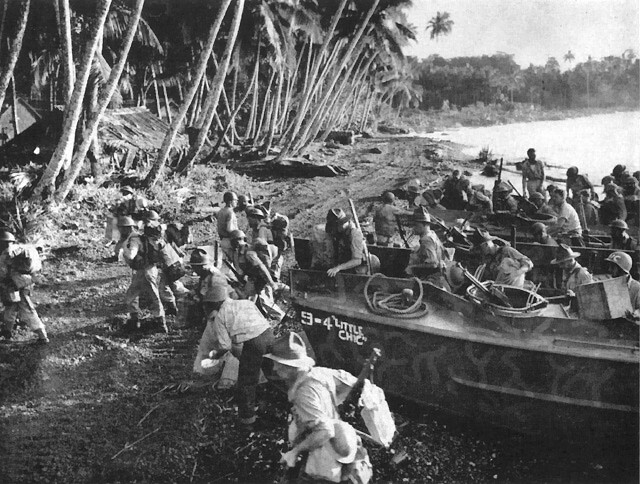
Новозеландські війська висаджуються на Велья-Лавелья

Коли в грудні 1941 року Японська імперія почала бойові дії на Тихому океані, Нова Зеландія створила ще один експедиційний корпус, відомий як «Новозеландські експедиційні сили на Тихому океані». Ці сили поповнили гарнізони на південно-тихоокеанських островах. Формально вони були об'єднані в 3-ю новозеландську дивізію, але ця дивізія ніколи не воювала як єдине бойове з'єднання, бригади, що входили до її складу, діяли незалежно.
Поступово новозеландські частини на Тихому океані були замінені американськими, а вивільнений персонал вирушав або до Італії, в 2-у дивізію, або заповнював нестачу робочої сили на батьківщині.
Планувалося, що новозеландська армія візьме участь в операції «Даунфол» (вторгненні на власне Японські острови), що так і не була здійснена. У 1945 році частина новозеландських військ, що повернулися з Європи, брала участь в окупації Південної Японії у складі окупаційних сил Британської Співдружності.

## Війна на морі

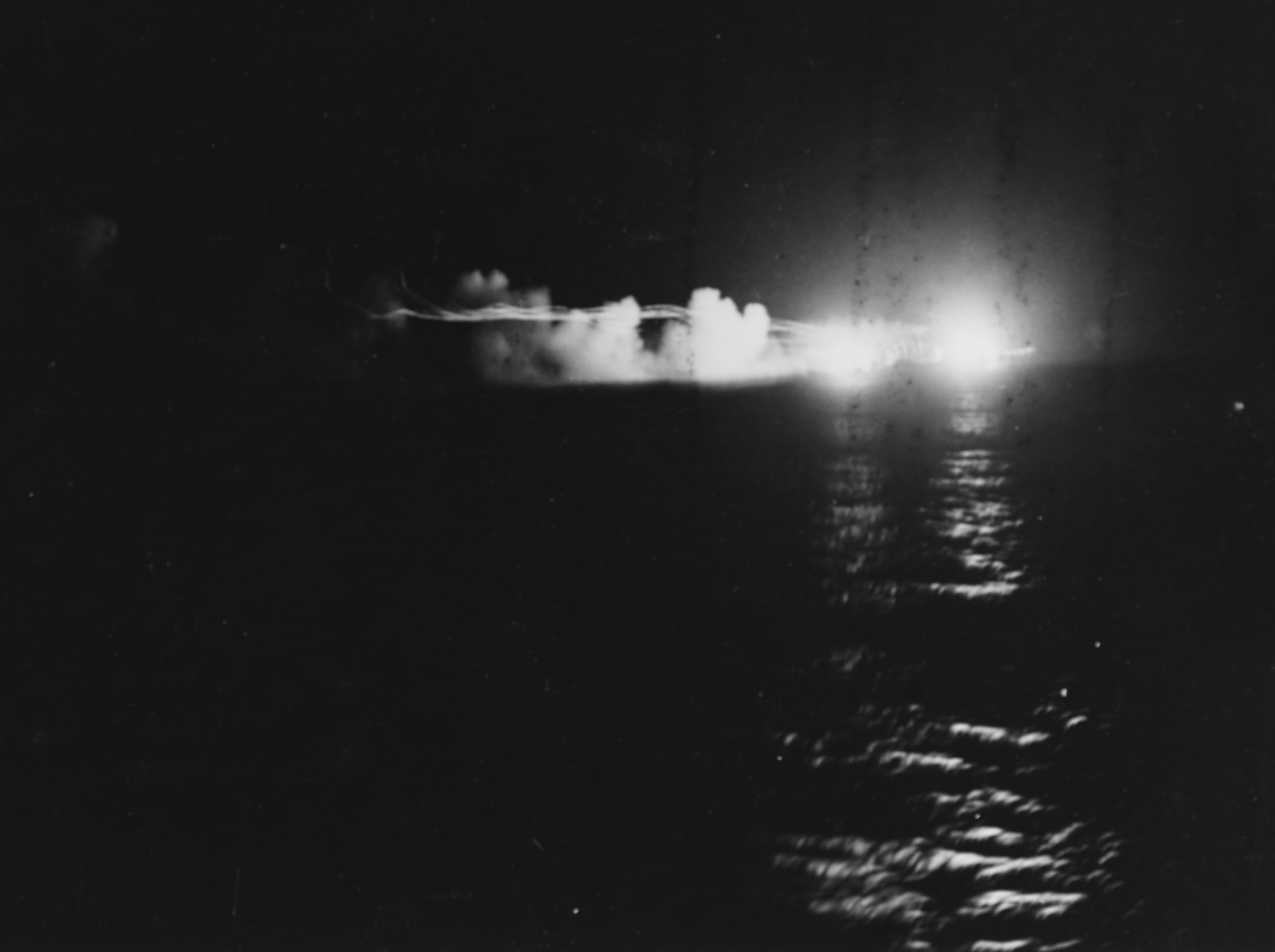
Новозеландский крейсер «Ліндер» веде вогонь по японському крейсеру «Дзінцу» в нічному бою при Коломбангара

З самого початку війни Новозеландська дивізія Королівського військово-морського флоту брала участь у боях поряд з іншими підрозділами КВМФ. 13 грудня 1939 в бою біля Ла-Плати новозеландський легкий крейсер «Ахіллес» брав участь у затопленні німецького рейдера «Адмірал граф Шпее». 27 грудня 1941 новозеландський легкий крейсер «Ліндер» в районі Мальдівських островів знищив італійський допоміжний крейсер «Рамбам I». 1 жовтня 1941 король Георг VI дарував Новозеландській дивізії КВМФ назву «Королівський новозеландський військово-морський флот».
Першим новозеландським кораблем, що вирушив проти Японії, був тральщик «Гейл», який 13 грудня 1941 відплив на Фіджі і прибув туди до Різдва. У січні 1942 за ним пішли тральщики «Рата» і «Мурітай», а потім — корвети «Моа», «Ківі» і «Туй», утворивши флотилію тральщиків. Крейсера «Ахіллес», «Ліндер» і «Моновай» були задіяні як ескорт для суден, що перевозили війська через Тихий океан.
У січні 1943 року відбулася подія, що сильно підняла новозеландський бойовий дух: дуель «Ківі» і «Моа» з японським підводним човном «I-1». Будучи не в силах заподіяти підводному човну шкоди вогнем, «Ківі» тричі таранив його, позбавивши можливості занурюватися, після чого «Моа» загнав його на риф.
У квітні 1943 року «Моа» був потоплений з повітря в бухті Тулагі. «Туй» взяв участь у затопленні японського підводного човна «I-17», а потім разом з «Ківі» передислокувався до Нової Гвінеї. «Ліндер» сприяв потопленню японського крейсера «Дзінцу» в бою біля Коломбангара в ніч з 11 на 12 липня 1943 року, але при цьому постраждав від японської торпедної атаки, і був змушений вирушити в Окленд для ремонту.
В зв'язку з тим, що обидва новозеландських крейсера — і «Ахіллес», і «Ліндер» — виявилися пошкодженими, 22 вересня 1943 року до складу Новозеландського королівського флоту зі складу Британського королівського флоту був переданий крейсер «Гамбія». В 1944 році «Гамбія» брав участь в обстрілі Суматри, а в травні 1945, разом з відремонтованим «Ахіллесом» — островів Сакісіма.
В день капітуляції Японії «Гамбія» знаходився в районі Токіо, і був атакований японським літаком, які не виконали умови капітуляції, але зміг збити його з допомогою інших кораблів. На церемонії підписання Акту про капітуляцію Японії в Токійській бухті крейсер «Гамбія» представляв Нову Зеландію.

## ВПС

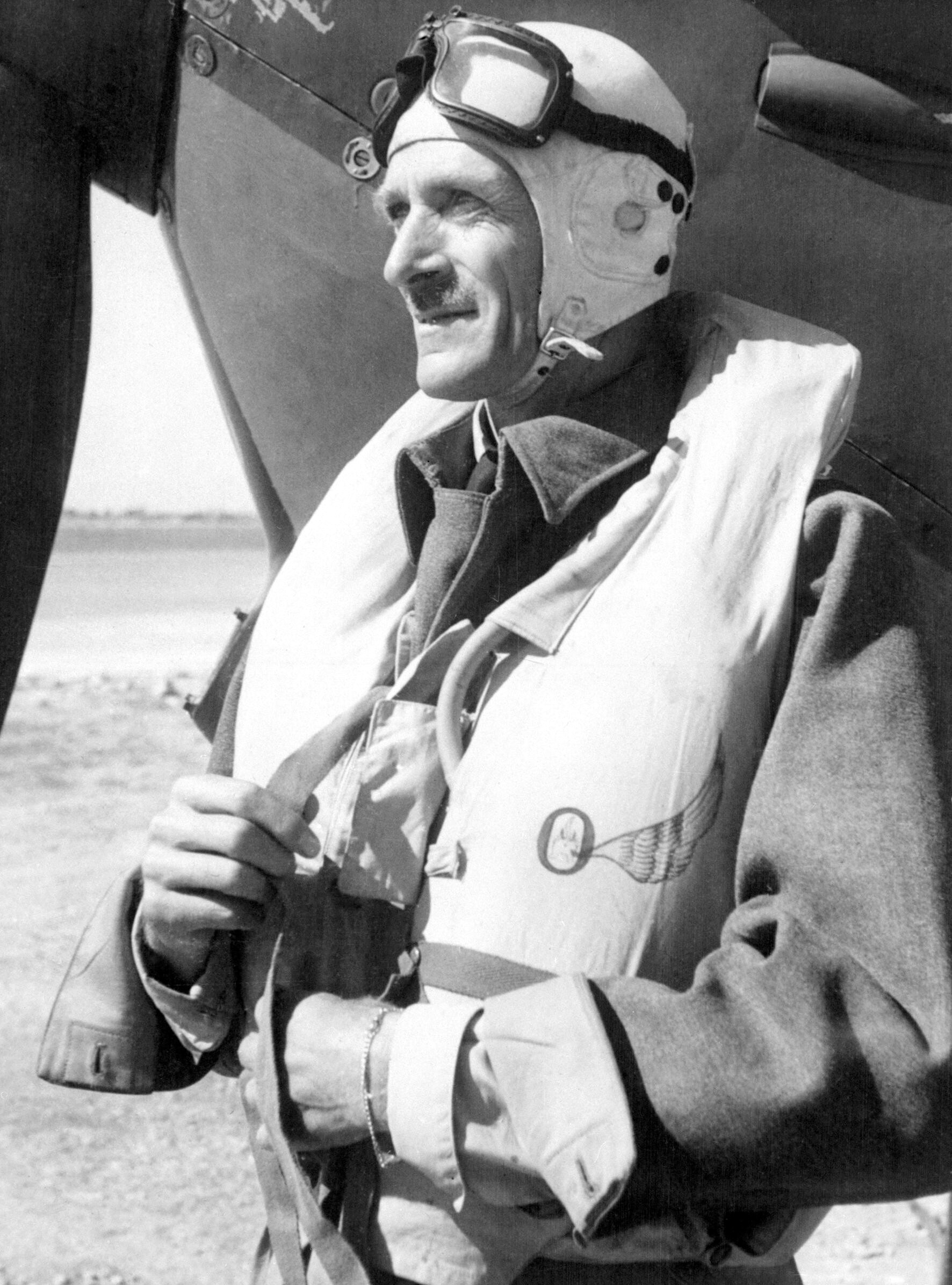
Віце-маршал авіації Кейт Парк — новозеландець, що командував в 1940 обороною Лондона в ході «Битви за Британію»

Одразу після початку війни Нова Зеландія передала Великій Британії 30 бомбардувальників «Vickers Wellington», що чекали відправки до Нової Зеландії. У зв'язку з тим, що країна опинилася далеко від основних місць боїв, вона увійшла до Плану підготовки льотчиків Британської Співдружності, і тому місцеві виробники стали виготовляти або збирати такі навчальні літаки, як «De Havilland Tiger MothDe Havilland Tiger Moth», «Airspeed Oxford» та «North American T-6 Texan», а Королівські новозеландські ВПС придбали вживані біплани «Hawker Hind» і «Vickers Vildebeest», а також такі спеціалізовані навчальні літаки, як «Avro Anson» та «Supermarine Walrus». Лише коли у водах, не настільки віддалених від Нової Зеландії, стали з'являтися німецькі рейдери, новозеландські військові керівники стали замислюватися про оснащення своїх ВПС бойовими літаками.
Ті екіпажі, що пройшли підготовку в Новій Зеландії, вливалися потім як в Королівські військово-повітряні сили Великої Британії, так і в Повітряні сили флоту Великої Британії, і воювали на самих різних театрах бойових дій. Як мінімум 78 з них стали асами.
Загроза з боку німецьких рейдерів змусила зайнятися створенням бойових авіачастин, що базуються в Новій Зеландії. Спочатку на їх озброєнні складалися переобладнані навчальні та цивільні літаки, але з початку 1941 року на озброєння Королівських ВПС Нової Зеландії стали надходити бомбардувальники Lockheed Hudson. На Фіджі була розміщена 5-а ескадрилья, на озброєнні якої були Vickers Vildebeest і Short Singapore.
У грудні 1941 року у війну вступила Японія, і швидко захопила райони, що лежали на північ від новозеландських володінь. Довелося замислитися про оборону власне новозеландських островів. Тренувальні літаки, що знаходилися в Новій Зеландії, камуфлювалися і озброювалися, але це були недостатні напівзаходи, і в березні-травні 1942 року японські літаки-розвідники, що злітали з підводних човнів, вільно літали над Веллінгтоном і Оклендом. У зв'язку з тим, що Велика Британія в той момент була не в змозі надати допомогу своєму домініону, Нова Зеландія була змушена звернутися за допомогою до США і була включена в програму ленд-лізу.
Переозброєні новозеландські ВПС вступили в бої над Тихим океаном в середині 1943 року, над Гуадалканалом. Коли американці почали наступ, використовуючи стратегію «жаб'ячих стрибків», то новозеландські ВПС в цей час блокували японські гарнізони, унеможливлюючи для них переривання ліній постачання Союзників.